# Gundobad

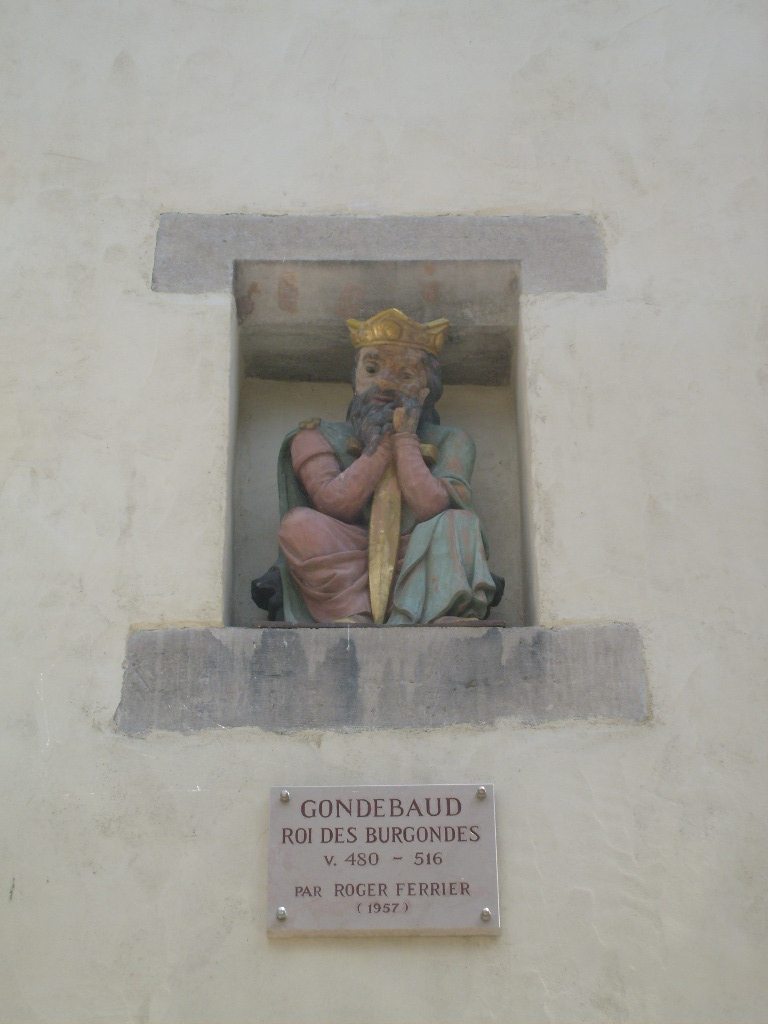
Gundobad

Gundobad, Gundobald (död: 516) Patricius i Rom 472-473 och Burgunds fjärde kung 473-516, en titel han ärvde efter sin far men blev tvungen att besegra sina tre bröder för att erövra. Gift med Caratena. Far till Gunteuc, Godomar II och Sigismund. Bror till Godegisel, Chilperik II och Godomar I.
När den föregående patriciern Ricimer, som kontrollerade det romerska imperiet bakom den kejserliga tronen, avled 472, övertog hans brorson Gundobad titeln. Följande år upphöjde han Glycerius, Magister Domesticus(?) vid hovet i Ravenna, till romersk kejsare. 
Senare samma år övergav Gundobad sitt romerska ämbete då hans far Gundioc avled och han ärvde Burgund tillsammans med sina tre bröder Godegisel, Chilperik och Godomar. Gundobad nöjde sig dock inte med sin beskärda del av Burgund utan verkade snart för att få kontroll över hela riket. Han dödade Godomar 486, en händelse som vi vet lite om, och 487 föll Chilperik för Gundobads svärd samtidigt som hans hustru dränktes. 
Gundobad skickade sin dotter utomlands där hon blev nunna(?). Clotilda, hans brorsdotter, hittades av Klodvigs män. Den frankiske kungen bad Gundobad om hennes hand och han vågade inte avböja - Klovig gifte sig med Clotilda 493.
Gundobad hade sin huvudstad i Lyon och Godegisel sin i Genève och kampen mellan dem varade länge. Båda bröderna försökte locka över Klodvig på sin sida i kampen, ovetandes om varandras underhandlingar. Klodvig föll för Godegisels erbjudanden och besegrade Gundobad vid Dijon 500 för att därefter belägra honom i Avignon. Gundobad fruktade det värsta med Klodvigs mäktiga armé utanför stadsportarna då den listige Aridius lyckades ta sig över till Klodvig och med sin charm övertalade honom att förskona Gundobald och istället acceptera en årlig tribut.
Gundobad bröt detta löfte så snart han återfått sin kraft varpå han belägrade Godegisel i Wien, där brodern gjort ett triumfartade intåg efter den tidigare segern. När hungern blev övermäktig i staden slängde Godegisel ut stadens invånare i armarna på belägrarna. En förbittrad hantverkare hämnades genom att leda Gondebads styrkor över stadens akvedukt. Gondebad dödade Godegisel 501 i stadens arianska kyrka tillsammans med dess biskop.
Som ensam kung i Burgund mäklade Gundobad fred med frankerna, konverterade (med största sannolikhet) till katolicismen och hjälpte 507 Klodvig att besegra visigoterna i Toulouse. Gondebad stiftade även den burgundiska lagen, Lex Romana Burgundium, Loi Gombette, som i princip likställde den erövrade gallo-romerska befolkningen med sina burgundiska erövrare. Han verkade också för att minska motsättningarna mellan den katolska och arianska kyrkan.
Gundobad dog en naturlig död 516 och efterträddes av sin son Sigismund.